# Theodor-Heuss-Platz (Berlins tunnelbana)
Theodor-Heuss-Platz tunnelbanestation ligger på linje U2  i Berlins tunnelbana. Stationen befinner sig under Theodor-Heuss-Platz i stadsdelen Westend och öppnade år 1908 under namnet Reichskanzlerplatz.

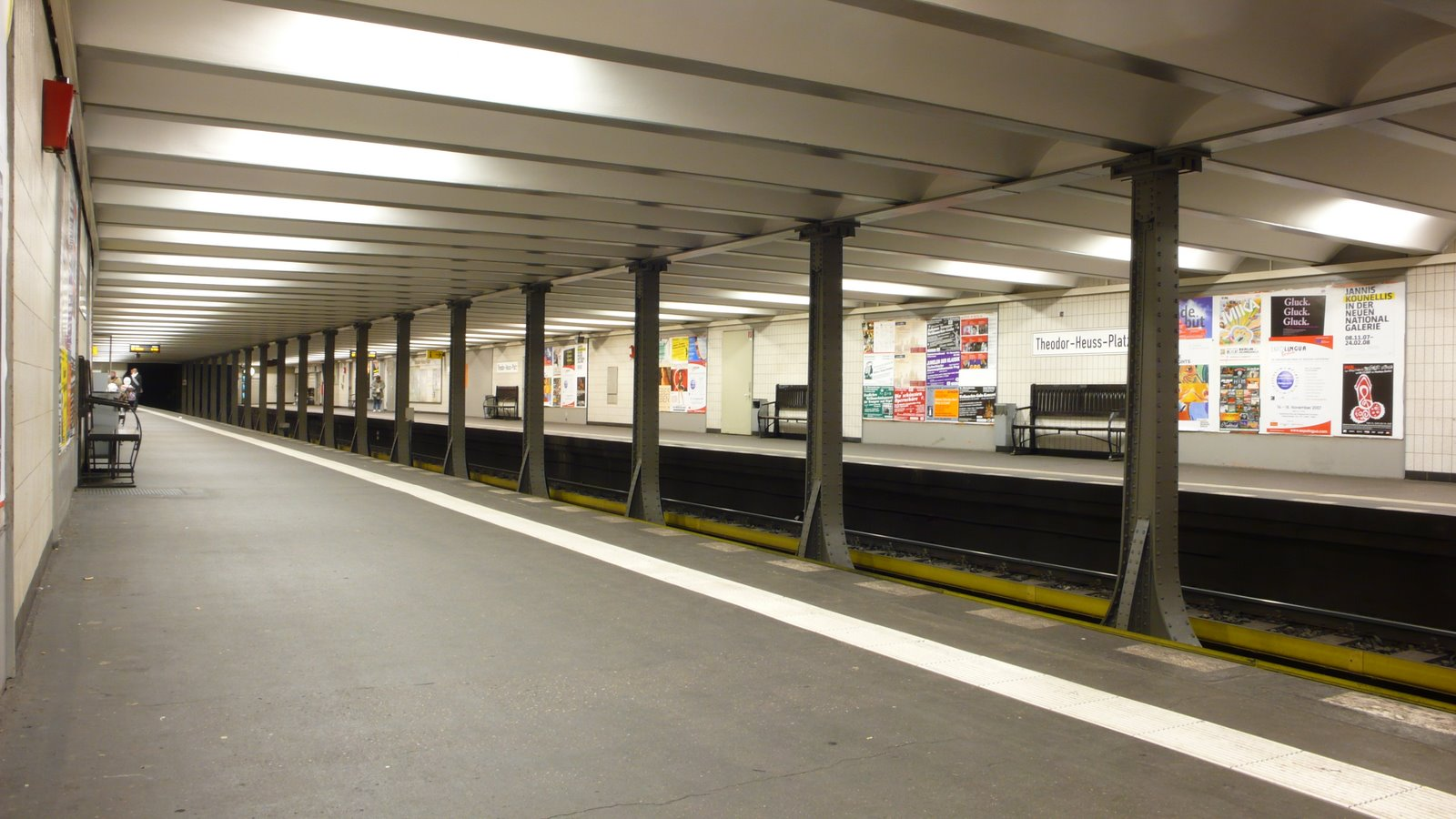
Perrongen på station Theodor-Heuss-Platz.